# 水道町 (新宿區)
35°42′26″N 139°44′08″E / 35.70722°N 139.735622°E
水道町（日语：／ Suidōchō */?）是東京都新宿區的町名。已實施住居表示，不設丁目。2013年8月1日為止的人口有720人。郵遞區號162-0811。

## 地理
位於新宿區東北部。北為目白通、首都高速5號池袋線、神田川等，接文京區水道二丁目，東鄰新宿區西五軒町，南連新宿區築地町，西通新宿區改代町及文京區關口一丁目。町域內是住宅高樓混合區，多印刷、裝訂相關企業。

## 歷史
1911年，牛込水道町改稱水道町。平成元年（1989年）與近鄰的赤城元町、西五軒町實施住居表示，保留從前町名。

### 地名的由來
本地因位於神田上水沿線而得名。

## 交通
町域內沒有鐵路車站，可利用東京地下鐵有樂町線江戶川橋站、地下鐵東西線神樂坂站。

## 設施
- 新宿區立江戶川小學校
- 區立江戶川幼稚園

## 中小學校學區
區立中小學校學區如下：
| 町丁   | 番、番地 | 小學校               | 中學校                 |
| ------ | -------- | -------------------- | ---------------------- |
| 水道町 | 全域     | 新宿區立江戶川小學校 | 新宿區立牛込第三中學校 |

## 備註
1. ↑  『角川日本地名大辞典 13　東京都』、角川書店、1991年再版、P874
2. ↑  .   [2013-08-10]. （原始内容存档于2014-08-19）.
3. ↑  新宿區:町名別學區域一覧表 （页面存档备份，存于） 2011年3月閲覧
4. ↑  江戶川小學校HP （页面存档备份，存于） 2011年3月閲覧

## 外部連結
- 新宿區役所 （页面存档备份，存于）